# Paragryllus cocos
Paragryllus cocos är en insektsart som beskrevs av Otte, D. och Perez-gelabert 2009. Paragryllus cocos ingår i släktet Paragryllus och familjen syrsor. Inga underarter finns listade i Catalogue of Life.